# Herta Freitag
Herta Taussig Freitag (* 6. Dezember 1908 in Wien, Österreich-Ungarn; † 25. Januar 2000 in Roanoke, Virginia) war eine österreichisch-amerikanische Mathematikerin. Sie ist bekannt für ihre Forschung über die Fibonacci-Zahlen.

## Leben
Herta Taussig studierte Mathematik und Physik an der Universität Wien und erhielt 1934 den Abschluss Magister der Naturwissenschaften. Sie emigrierte 1938 nach England, wo sie als Hausmädchen, Gouvernante und als Lehrerin arbeitete. Erst nach der Emigration in die USA konnte sie 1944 als Mathematiklehrerin an der Greer School in New York arbeiten. Sie belegte während der Ferien Kurse an der Columbia University und arbeitete gleichzeitig am Hollins College in Virginia. 1949 erhielt sie ihren Masterabschluss und 1953 promovierte sie an der Columbia University. Bereits 1950 heiratete sie Arthur Freitag, baute am Hollins College die Mathematikabteilung auf und wurde später zur ordentlichen Professorin ernannt.

## Forschung und Wirkung
Ihr mathematisches Forschungsgebiet war die Zahlentheorie, hier insbesondere rekursive Reihen und speziell die Fibonacci-Folge. Bis zu ihrer Pensionierung 1971 und auch danach erhielt sie zahlreiche Auszeichnungen. Sie war 1962 die erste Frau der Mathematical Association of America, die Präsidentin der Sektion Virginia, Maryland und District of Columbia wurde. Sie nahm seit 1984 an jeder internationalen Konferenz der Vereinigung teil und hielt einen Vortrag. Für die Zeitschrift Fibonacci Quarterly schrieb sie zahlreiche Beiträge. So entschied sich das Fibonacci Quarterly dafür, sie nicht an ihrem 90. Geburtstag, sondern zu Beginn des 89. Lebensjahres zu ehren, da 89 eine Zahl in der Fibonacci-Folge ist.

## Auszeichnungen
- 1980: Mathematics Teacher of the Year, Virginia College
- 1997: Humanitarian Award of the National Conference of Christians and Jews